# Jean-René Bernaudeau
Jean-René Bernaudeau (nascido em 8 de julho de 1956) é um ex-ciclista de estrada francês, ativo profissionalmente entre os anos de 1978 a 1988. Bernaudeau é atualmente diretor esportivo da equipe de ciclismo Direct Énergie. Destaques da carreira incluem quatro vitórias no Grande Prêmio de Midi Libre entre 1980 e 1983, bem como usando a camisa amarela por um dia após a primeira etapa no Tour de France 1979. Em 1982, ele disse que controles narcótico no ciclismo eram uma violação da liberdade de trabalho. Bernaudeau também competiu na prova de estrada individual nos Jogos Olímpicos de Verão de 1976 em Montreal, Canadá. Ele terminou na sétima posição.
É o pai do ciclista Giovanni Bernaudeau.